# Windsbraut (Frankfurt-Höchst)

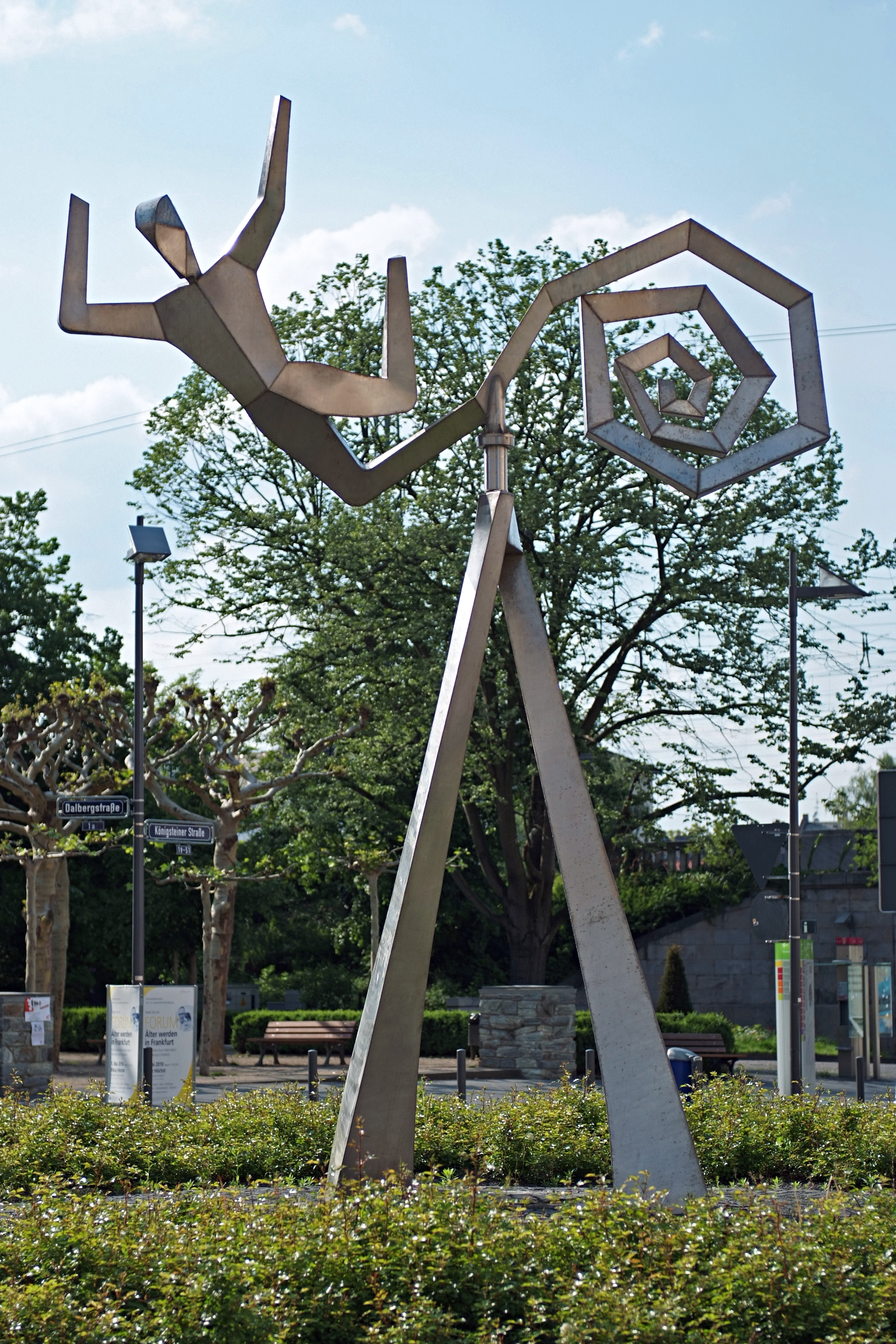
Windsbraut

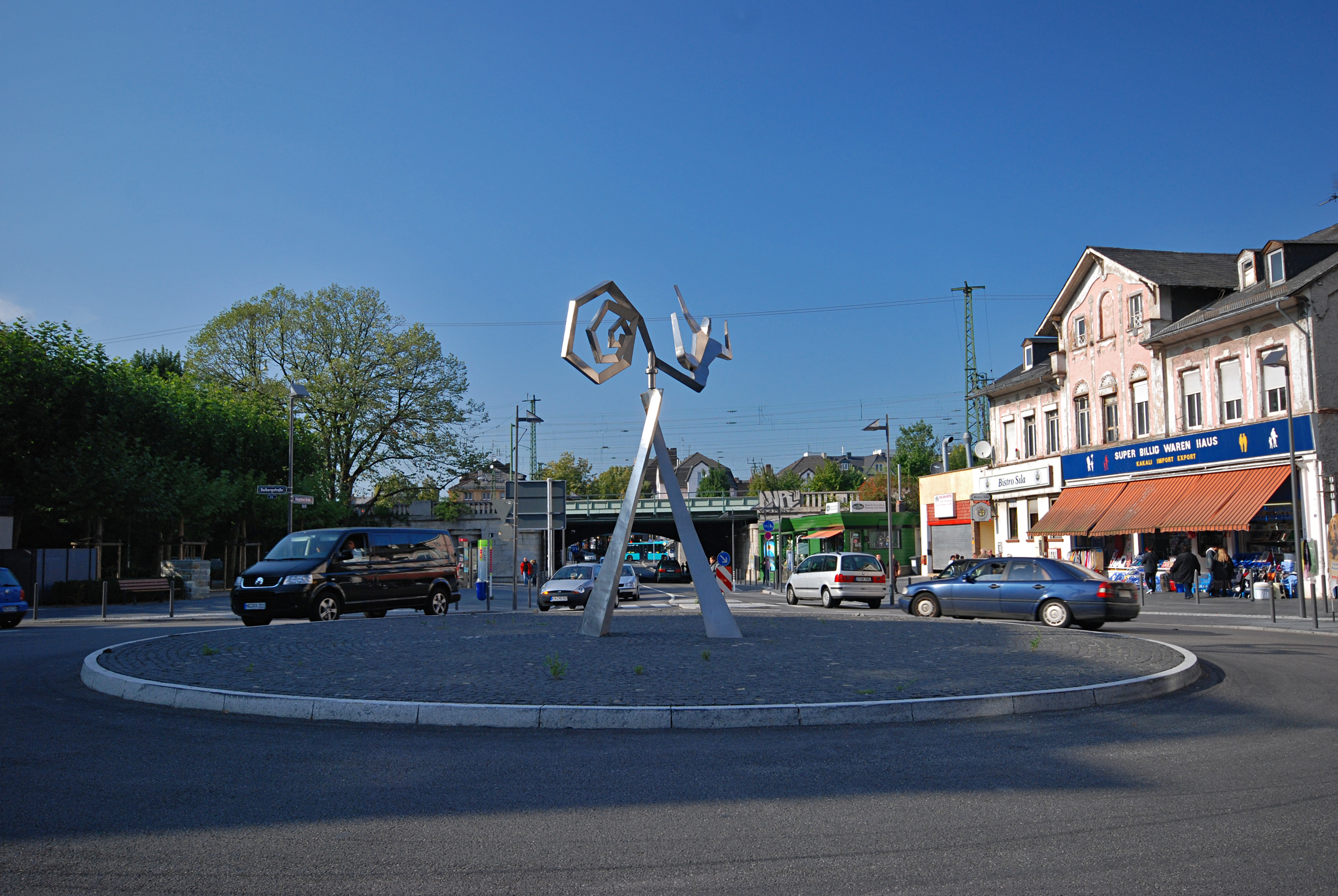
Dalbergplatz mit Windsbraut

Die Windsbraut ist eine Stahlskulptur der Bildhauerin E. R. Nele auf dem 2007 neugestalteten Dalbergplatz in Frankfurt-Höchst. Das Kunstwerk wurde zur Gestaltung des Platzes im Auftrag der Stadt Frankfurt am Main beschafft und am 4. April 2008 installiert.

## Die Skulptur
Die Windsbraut besteht aus poliertem Edelstahl. Sie ist 5,10 Meter hoch und wiegt 900 Kilogramm. Die Verankerung erfolgte mit vierzehn 20 Zentimeter langen Spezialdübeln. Die Statik der Windsbraut wurde für Windgeschwindigkeiten bis 160 Kilometer pro Stunde ausgelegt.
Der Sockel der Windbraut besteht aus zwei leicht gebogenen Stahlstücken, die gegeneinander versetzt und mit einem Querträger verbunden sind. Der Aufsatz der Skulptur ist auf einer Kugel drehend gelagert und kann vom Wind bewegt werden. Er besteht aus zwei Teilen, einer kantigen Spirale, die sich leicht aufwölbt und einer schwebenden stilisierten Frauenfigur. Beide Teile balancieren sich gegenseitig aus.
Das Kunstwerk soll als Blickfang und „Torwächterin“ auf dem Dalbergplatz als dem Eingangstor zu Höchst dienen und eine optische Aufwertung des Stadtteils mit sich bringen. Das Material soll mit der benachbarten, ebenfalls aus Stahl bestehenden Eisenbahnüberführung der Taunusbahn korrespondieren.

## Finanzielle Diskussion um das Objekt
Nach der Umgestaltung des Dalbergplatzes im Jahr 2007 trug das Kulturamt der Stadt Frankfurt während einer Sitzung des Ortsbeirats 6 im September 2007 die Pläne zum Ankauf der Windsbraut vor, um den Platz repräsentativ zu gestalten. Dabei wurde ein Kaufpreis von ungefähr 50.000 Euro genannt, der sich aber in der Folge als zu niedrig herausstellte. Kurz nach der Ortsbeiratssitzung wurde ein Beschaffungspreis von knapp 120.000 Euro genannt.
Während der Plan, den Platz mit dieser Skulptur zu gestalten, beim Ortsbeirat auf Zustimmung stieß, entbrannte um die Finanzierung des Objekts eine Kontroverse. Der Ortsbeirat befürchtete, das Geld würde von den im Stadtteilentwicklungsplan für Höchst vorgesehenen Mitteln genommen und anderen Projekten fehlen. Die Stadt sagte zu, einen Sponsor für die Windsbraut zu suchen. Letztlich wurden die mit 118.000 Euro benannten Kosten aus dem Etat „Schöneres Frankfurt“ bezahlt, der für die Gestaltung von Straßen und Plätzen bereitsteht und aus Sponsorenmitteln finanziert wird.